# Hulk y los agentes de S.M.A.S.H.
Hulk y los agentes de S.M.A.S.H. (título original en inglés: Hulk and the Agents of S.M.A.S.H.) es una serie animada de televisión basada en el superhéroe de Marvel: Hulk. Es producida por Marvel Animation y DPS Film Roman para Disney XD, y fue estrenada en los Estados Unidos el 11 de agosto de 2013 hasta el 28 de junio de 2015.

## Argumento

### Temporada 1
Rick Jones decide ayudar a Hulk, quien es considerado por las personas como un monstruo, a ser reconocido como un superhéroe, para ello crea un sitio web donde publica videos de sus aventuras resaltando el lado humano y sensible de Hulk. En una misión complicada Hulk es ayudado por She-Hulk, Skaar y Red Hulk, tras la cual Rick termina convirtiéndose en A-Bomb. Tras otra misión los cinco superhéroes deciden crear su propio equipo, llamado Los agentes de S.M.A.S.H., sin darle ningún significado real a las siglas para hacer frente a las amenazas que no hay otros superhéroes pueden enfrentar. Los agentes de S.M.A.S.H. tienen su base cerca de la localidad de Vista Verde (donde Bruce Banner se convirtió en el primer Hulk) y con frecuencia se enfrentan a diversas amenazas a una recurrente siendo de gran enemigo de Hulk, el Líder (que es la clave para el origen de Skaar).

### Temporada 2
En su regreso a la Tierra después de sus peleas con el Kree y Skrull, los Agentes de S.M.A.S.H. son cazados por S.H.I.E.L.D. y los militares (que ahora tienen tecnología Hulkbuster) tras el incidente provocado por los agentes de C.R.A.S.H. del Líder después de probar su inocencia, los Agentes de S.M.A.S.H. más adelante tendrán que seguir al Líder de viajar atrás en el tiempo para alterar la historia, seguido por una invasión liderada por la Inteligencia Suprema y los Kree armados en la estela del encarcelamiento de Ronan el Acusador.
dibujos animados " Comic -Con: Hulk smashes nueva historieta Team" . IGN.com . 23 de julio de 2011 .</ref> Antes de que salió al aire, los escritores Paul Dini y Henry Gilroy fueron confirmados para ser escritores en la serie. El productor Cort Carril describe la serie como «una gran historia sobre un gran grupo de personajes que tienen un muy interesante de estilo familiar dinámico. Es muy divertido, con solo el reparto de voces más increíble».

## Episodios
| Temporada | Temporada | Episodios | Estreno Original (RU)  | Estreno Original (RU) | Estreno Hispanoamérica (HA) | Estreno Hispanoamérica (HA) |
| Temporada | Temporada | Episodios | Temporada Inicial      | Temporada Final       | Temporada Inicial           | Temporada Final             |
| --------- | --------- | --------- | ---------------------- | --------------------- | --------------------------- | --------------------------- |
|           | 1         | 26        | 11 de agosto del 2013  | 13 de julio del 2014  | 19 de octubre del 2013      | 16 de agosto del 2014       |
|           | 2         | 26        | 12 de octubre del 2014 | 28 de junio del 2015  | 7 de febrero del 2015       | 23 de enero del 2016        |

## Moldeada y personajes

### Principal
- Fred Tatasciore - Hulk/Bruce Banner
- Clancy Brown - Red Hulk/Thunderbolt Ross
- Benjamin Diskin - Skaar
- Eliza Dushku - She-Hulk/Jennifer Walters
- Seth Green - A-Bomb/Rick Jones
- James Arnold Taylor - Líder

### Soporte
- Jonathan Adams - Hombre Absorbente
- Dee Bradley Baker - Rey Wendigo
- Drake Bell - Spider-Man
- Jeff Bennett -  Collector
- Steven Blum - Dinosaurio Diablo,  Sauron, Wolverine
- David Barco -  La Mole
- Grey DeLisle -  Moloid
- John DiMaggio - Galactus
- Robin Atkin Downes - Annihilus
- Clare Grant - Titania
- JP Karliak - Doc Samson
- Tom Kenny - Doctor Octopus, Hombre Imposible
- Maurice LaMarche - Doctor Doom
- Stan Lee - Stan el Vendedor, Alcalde
- David H. Lawrence XVII - Hombre Topo
- James C. Mathis III - Terrax
- Adrian Pasdar - Iron Man
- Enn Reitel -  Laufey
- Kevin Michael Richardson - Ego el Planeta Viviente
- J. K. Simmons - J. Jonah Jameson
- Travis Willingham - Thor
- Roger Craig Smith - Capitán América

## En Otras Series
- Hulk aparece en la serie de la primera hasta la tercera temporada de Ultimate Spider-Man, en su versión mejorada en el episodio 16, "Rhino Enfurecido". Los Hulks aparecerán en los episodios finales de temporada de "Concurso de Campeones, Parte 2, 3 y 4", siendo guiados por El Hombre Araña hacia la última batalla.
- También es parte en la otra serie de Avengers Assemble (2013). En la segunda temporada, episodio 24, "Vengadores de Incógnito", aparece solamente Hulk Rojo como cameo, siendo encadenado por el Escuadrón Supremo. En la tercera temporada, episodios 20, "U-Foes" y 21, "Construyendo el Arma Perfecta" Hulk Rojo substituye a Hulk por Truman Marsh, en el episodio 22, "La Guerra Mundial de Hulk", que fuera de control a causa de El Líder y en el episodio 24, "Guerra Civil, Parte 2: Los Poderosos Vengadores", Hulk Rojo forma un equipo con Ant-Man, Pantera Negra, Capitána Marvel, Ms. Marvel, Songbird y Visión, ensamblados por Truman Marsh.